# Karol Castillo
Karol Stephanie Castillo Pinillos (Trujillo, 29 de agosto de 1989-Sídney, 10 de abril de 2013) fue una modelo peruana. Participó en diversos concursos de belleza. Fue coronada Miss Perú Universo 2008 y compitió en el Concurso de Miss Universo 2008, organizado en Nha Trang, Vietnam.

## Vida
Castillo era hija de Luis Castillo y Zoila Pinillos. Sus hermanos fueron Paulo y Bruno, con quienes creció en el norte de Perú. Comenzó su carrera como modelo desde muy joven y estuvo allí, entre otras cosas, en 2007, cuando ahora con 18 años era candidata a Miss La Libertad. Medía de cintura 90–62–96. La norteña peruana participó en los concursos con 15 años de Miss Teen Perú pero no pudo salir victoriosa. En 2008, la estudiante de psicología de la Universidad César Vallejo de Lima participó en Miss Perú y ganó. Con esta victoria, se clasificó automáticamente para el certamen de Miss Universo en Nha Trang, Vietnam. Allí solo pudo convencer en el concurso nacional de disfraces, donde fue una de las diez finalistas entre 80 participantes.

## Fallecimiento
El 10 de abril de 2013, Castillo fue encontrada muerta en su cama durante un viaje a Australia, después de haber sufrido un paro cardíaco, en la ciudad de Sídney. Castillo había viajado a Australia con el entrenador Diego Alcade Sangalli para ayudar con el certamen de Miss Teen Australia. Su temprana muerte fue muy lamentada por su diversas ex-misses, diseñadores y personajes de la farándula peruana, ya que tenía toda una vida por delante.